# Isosaari

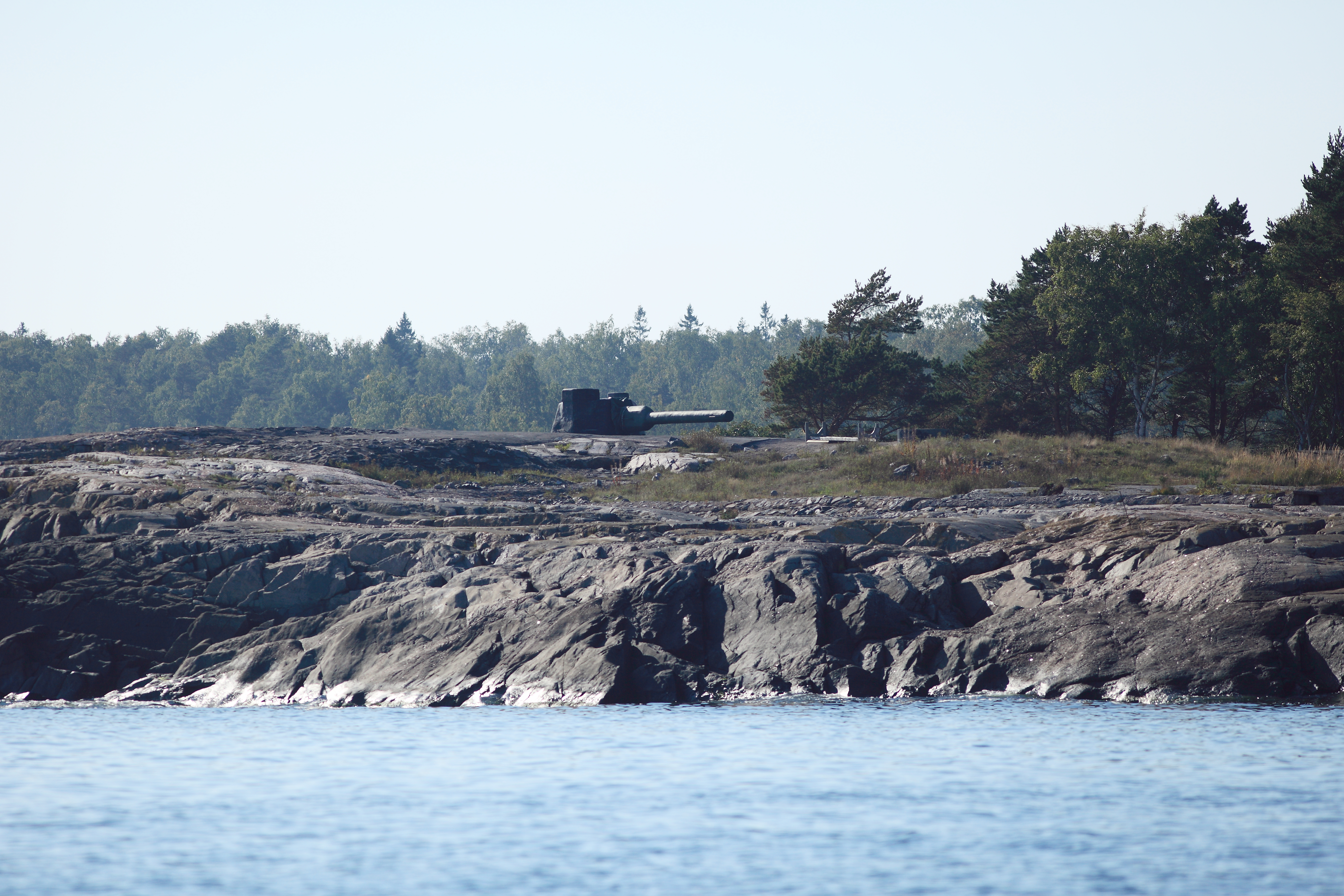
Canon garde côte

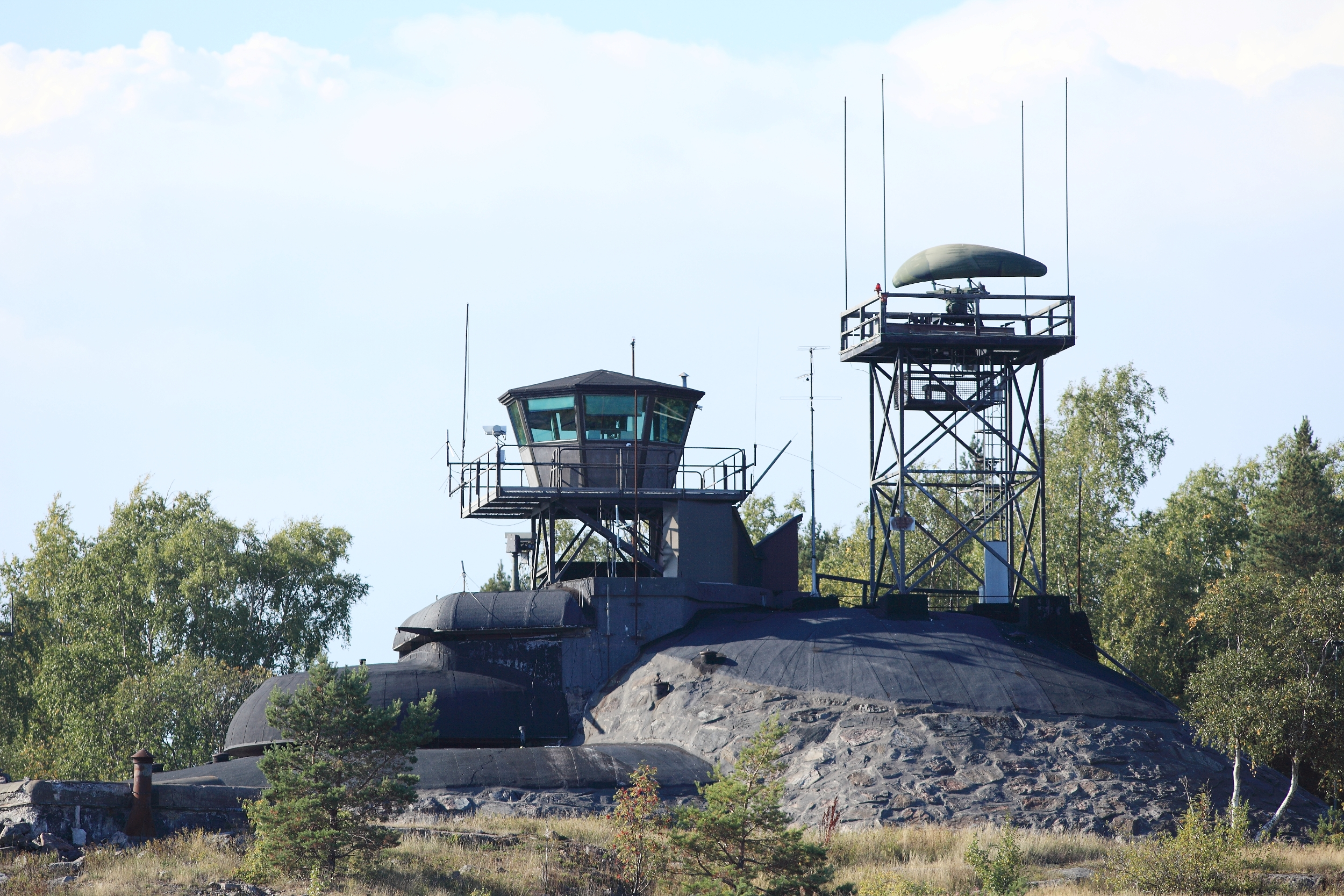
Station de surveillance maritime

 Isosaari (en suédois : Mjölö, en français : Grande île) est une île du golfe de Finlande à Helsinki, en Finlande.

## Géographie
Isosaari est à 3,8 kilomètres au sud de Santahamina. 
Elle mesure près de 2 km de long et sa plus grande largeur est d'environ 1 km.
La majeure partie principale de l'île est couverte d'une forêt de conifères.

## Défense
La fortification d'Isosaari débute en 1913.
Les batteries sont prêtes en 1915. 
Depuis la forteresse a joué un rôle important dans l'artillerie côtière finlandaise et le développement de la défense de la région métropolitaine. 
Isosaari était sous le contrôle des forces armées finlandaises jusqu'au 9 janvier 2012, quand la formation militaire des artilleurs a cessé sur l'île et a été transférée à Upinniemi.
L'île ne sert plus qu'aux manœuvres militaires et de poste de surveillance côtière.
L’île dispose d'un champ de tir, d'une caserne, un sauna et des bâtiments habitations du personnel militaire.
L'île a aussi un terrain de golf a 9 trous non ouvert aux civils sans autorisation,.
De 1984 à 2008, les forces de défense ont fait fonctionner sur l’île une station météorologique faisant des prévisions météorologiques pour l'Institut météorologique finlandais (IL).

## Camp de détention
En 1918, à la suite de la Guerre civile finlandaise, le camp de détention d'Isosaari (fi) emprisonne des Gardes rouges et des soldats soviétiques.
On y garde enfermés les Rouges considérés comme politiquement dangereux par les Blancs. 
Plus de 300 prisonniers décéderont dans l'île.

## Accès
L'île est accessible en bateau depuis la place du Marché d'Helsinki. Les lundis sont réservés aux croisières pour les golfeurs.